# Débitmètre à effet vortex

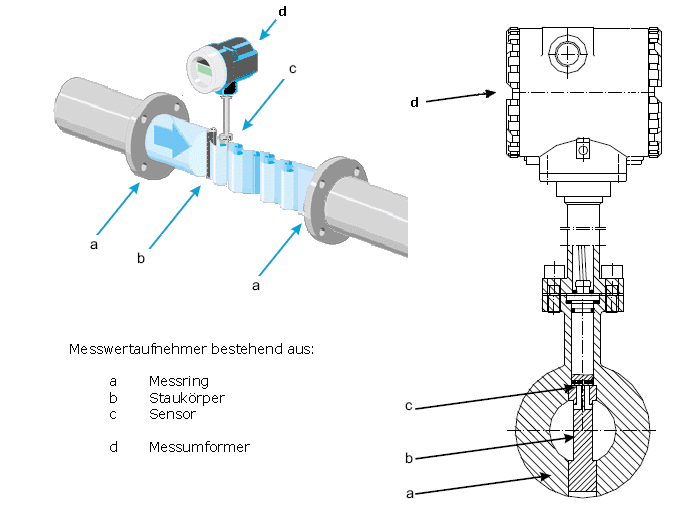
Débitmètre Vortex

Un débitmètre à effet vortex est un type de débitmètre dont la mesure repose sur la formation de tourbillons alternés générant des coups de pression à l'intérieur de tuyauteries pleines, pour lire le débit, tant de liquides que de vapeurs et de gaz.

## Fonctionnement

### Principe de mesure

Animation du phénomène. Courtesy, Cesareo de La Rosa Siqueira.

Le principe de mesure est basé sur l'observation d'un détachement de tourbillons après un obstacle placé dans un écoulement, par exemple un pilier de pont.
Un débitmètre à effet vortex est basé sur ce phénomène de génération de tourbillons, appelé effet de Karman. Lorsqu'un fluide rencontre un corps non profilé, il se divise et engendre de petits tourbillons ou vortex alternés, de part et d'autre et en aval du corps non profilé. Ces tourbillons engendrent des zones de pression variable, détectées par un capteur capacitif doté d'un cristal piézo-électrique. La fréquence de génération des tourbillons est directement proportionnelle à la vitesse du fluide.
La sortie d'un débitmètre à effet vortex dépend du facteur K. Le facteur K est lié à la fréquence de génération des tourbillons par rapport à la vitesse du fluide. Le facteur K varie en fonction du nombre de Reynolds, mais est pratiquement constant sur une vaste plage de débit. Les débitmètres à effet vortex mesurent des débits extrêmement précis si on les utilise sur cette plage linéaire.

### Type de fluides d'application

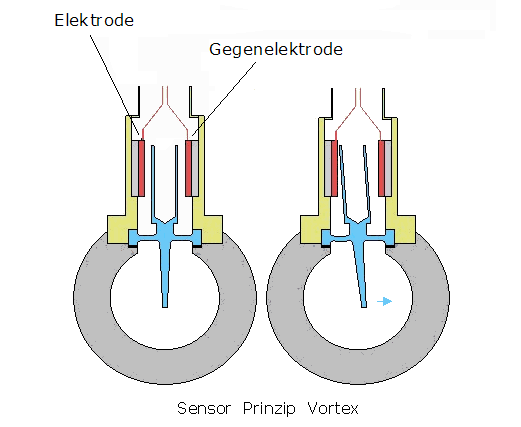
Principe du détecteur du débitmètre Vortex : sonde capacitive qui mesure la fréquence de formation des tourbillons

Les débitmètres vortex sont utilisés dans de nombreuses industries pour mesurer le débit volumique des liquides, des gaz et de la vapeur. Ces domaines recouvrent la chimie, la pétrochimie, l'énergie et de la chaleur. Le débit des fluides les plus divers peut être mesuré comme la vapeur saturée, surchauffée, l'air comprimé, l'azote, les gaz liquéfiés, les gaz de combustion, le dioxyde de carbone, l'eau déminéralisée, les solvants, les fluides caloporteurs, l'eau de chaudière ou les condensats.

### Plage de mesure
Les débitmètres à effet vortex traditionnels mesurent le plus souvent des débits élevés, ce qui explique que ces instruments aient tendance à ignorer les faibles débits (en raison des coupures à bas débit). Des dispositifs permettent de limiter cet inconvénient, en utilisant un corps de débitmètre de plus faible diamètre pour abaisser le seuil de mesure fiable . 